# Euproctis takamukui
Euproctis takamukui är en fjärilsart som beskrevs av Nagano 1918. Euproctis takamukui ingår i släktet Euproctis och familjen tofsspinnare. Inga underarter finns listade i Catalogue of Life.